# Слідрехт
Слідрехт (англ. Sliedrecht) — місто та муніципалітет на заході Нідерландів, у провінції Південна Голландія.
Слідрехт відомий багатьма великими днопоглиблювальними компаніями (зокрема Boskalis і IHC Merwede), які походять із нього. Фестиваль днопоглиблення відбувається у Слідрехті кожні два роки. Перший магазин IKEA в Нідерландах відкрився в Слідрехті в 1978 році, але закрився у 2006 році. У Слідрехті також знаходиться Nationaal Baggermuseum (Національний музей днопоглиблювальних робіт), у якому представлені днопоглиблювальні роботи та порятунок.

## Відомі особистості
- Анрі Вейнолді-Даніельс (1889—1932) — нідерландський фехтувальник, бронзовий призер літніх Олімпійських ігор 1920 та 1924 років.
- Йоган де Кок (нар. 1964) — колишній нідерландський футбольний центральний захисник, який провів 449 матчів за клуб
- Даніель Менш (нар. 1978) — нідерландський веслувальник, командний срібний призер літніх Олімпійських ігор 2004

## Галерея

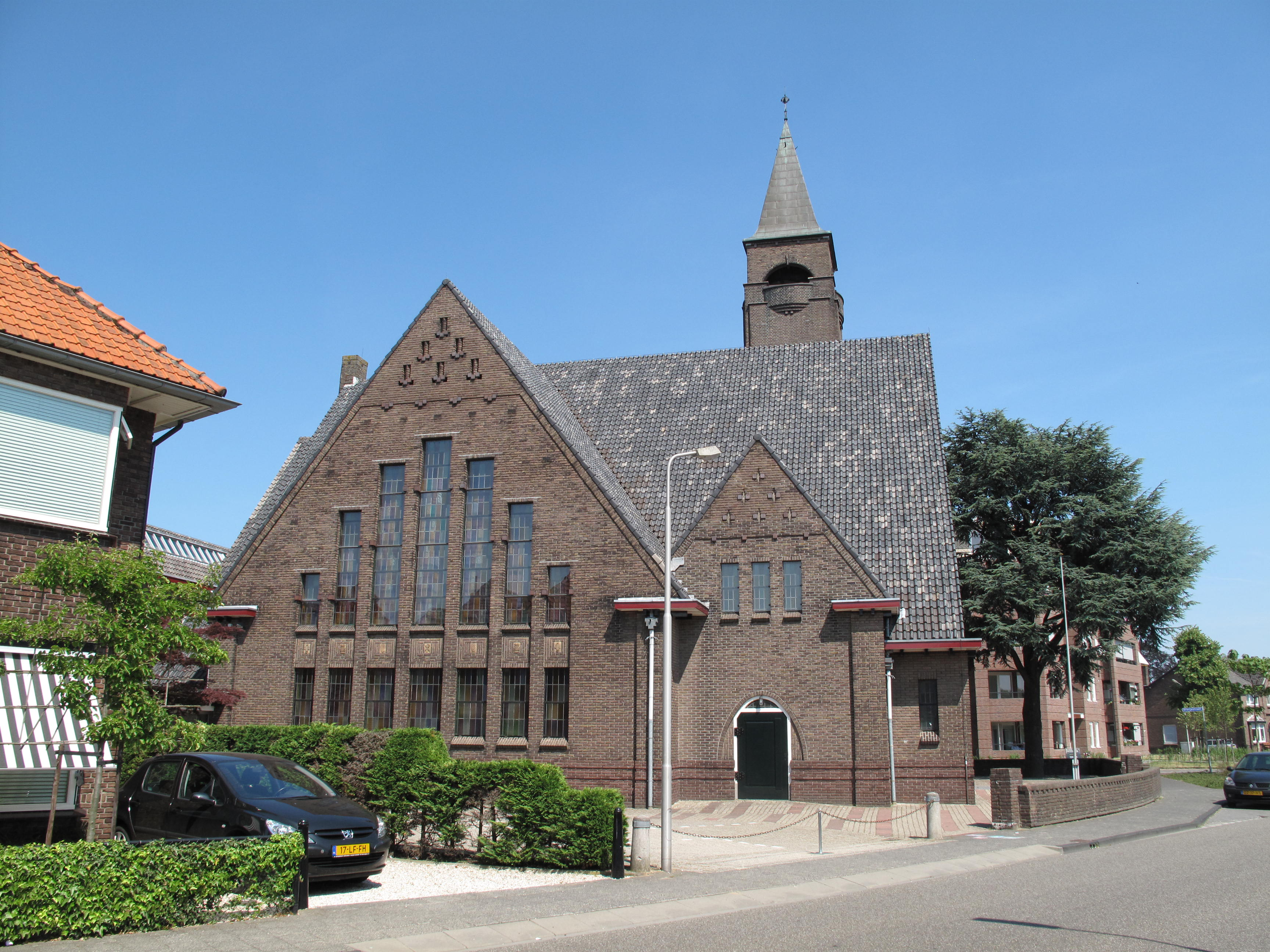
Реформатська церква Слідрехт
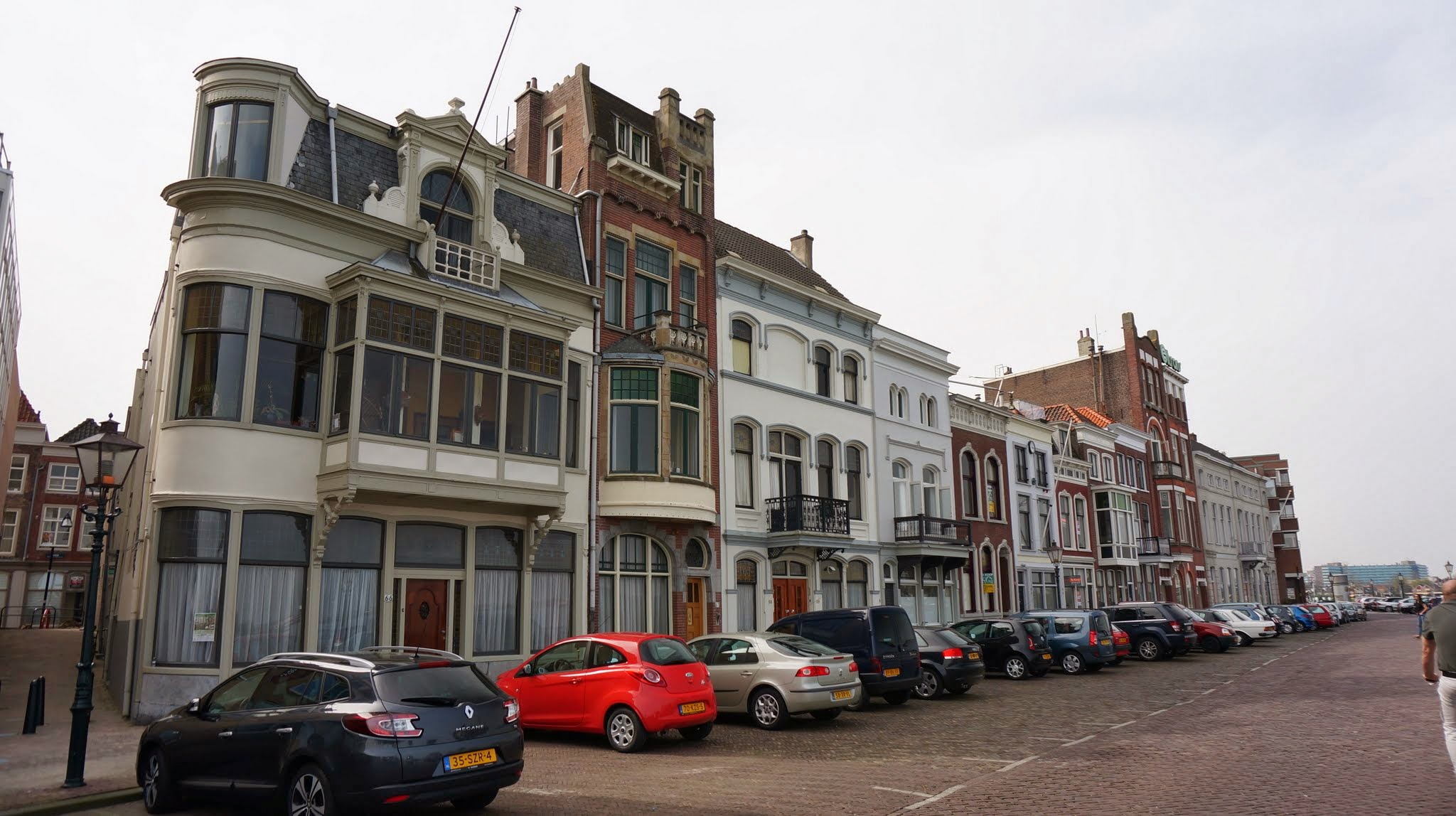
Слідрехт
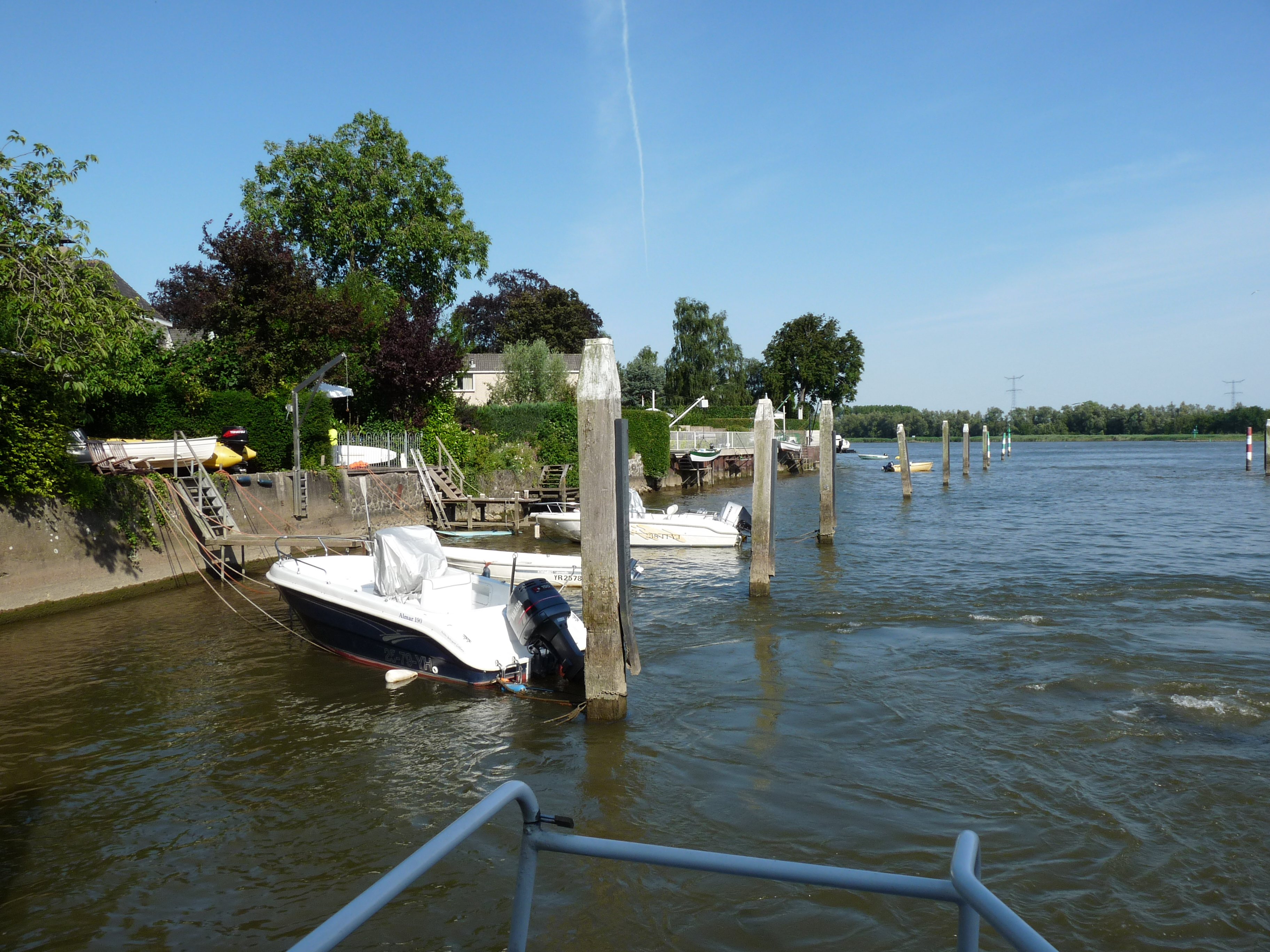
Слідрехт на Бенеден Мерведе